# بده‌بستان (اقتصاد)

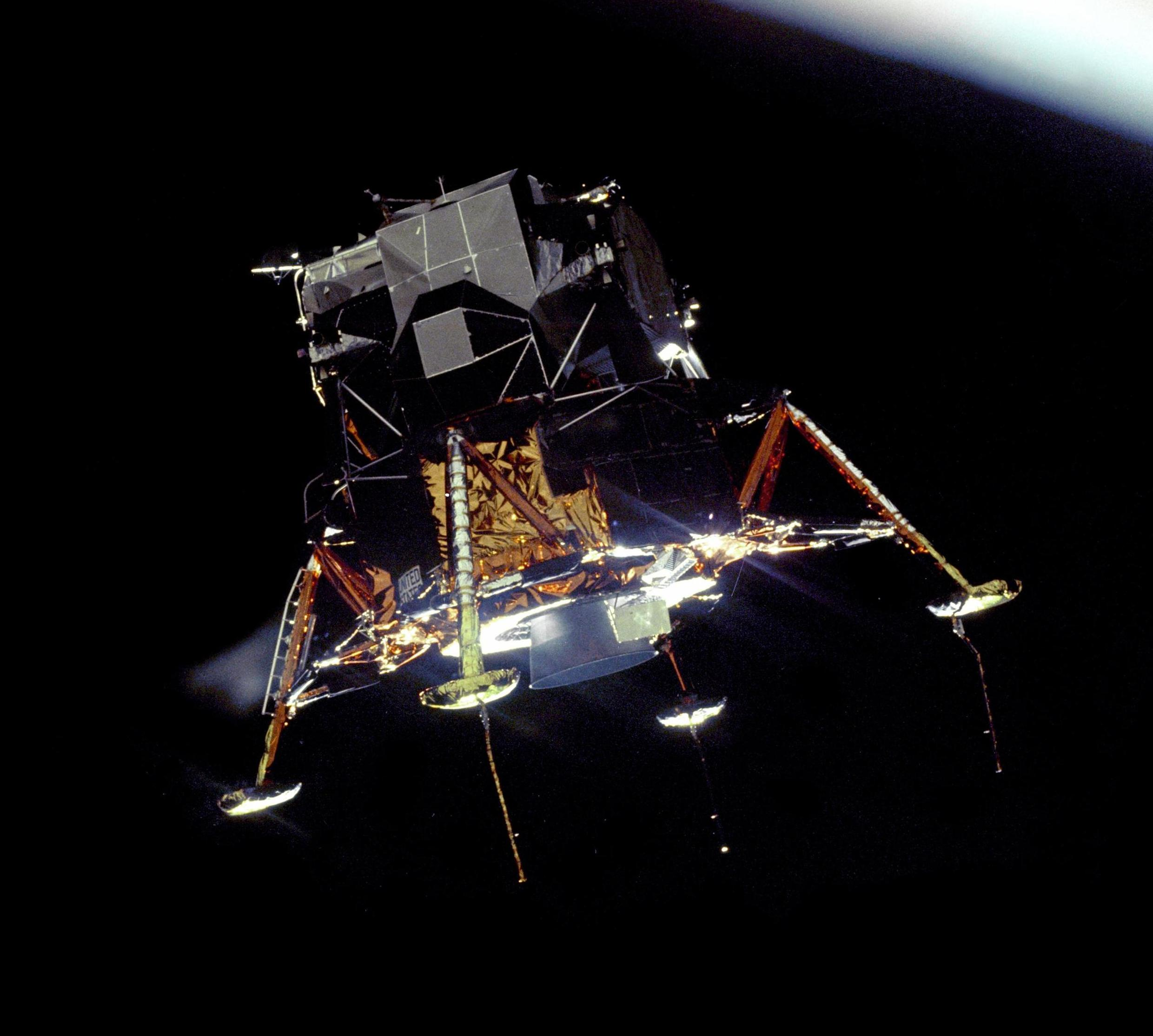
طراحان ماه‌نشین آپولو در جریان این طراحی ناچار به یک بده‌بستان شدند. قرار دادن سه پایه برای این ماه‌نشین از وزن آن می‌کاست اما امنیت را هم کمتر می‌کرد. پنج پایه بهترین امنیت را داشت اما بیش از حد سنگین بود. طراحان برای این ماه‌نشین چهار پایه درنظر گرفتند.

بِده‌بِستان (به انگلیسی: Trade-off) از مفاهیم دانش اقتصاد است. در انتخاب‌های اقتصادی زمانی که یک انتخاب مستلزم از دست دادن سود یا امتیازی باشد و فرد در ازای انتخاب خود، این از دست دادن را به حساب آورده و بپذیرد، یک بده‌بستان انجام شده‌است.
بده‌بستان زمانی پیش می‌آید که در زمان انتخاب میان دو گزینه، داشتن مقدار بیشتری از یک گزینه به معنای داشتن مقدار کمتری از گزینه دیگر شود. به عبارت دیگر زمانی که هر انتخابی مستلزم از دست‌دادنی است، فرد مجبور به بده‌بستان می‌شود.

## نمونه‌ها
به‌طور متوسط بین کار بیرون از خانه و میزان صرف وقت برای تولید محصولات و خدمات در داخل خانه یک بده-بستان برقرار است. کار بیش‌تر بیرون از خانه به معنی حضور کم‌تر در تولید خانگی و بنابراین کاستن از سطح تولید در داخل منزل است. اگر بخش مهمی از نیازهای پایه‌ای خانواده (غذا، شست‌وشوی پوشاک، نظارت بر آموزش کودکان و ...) از تولید داخل خانه تأمین شود و جای‌گزینی برای آن در بیرون نباشد کار زنان برای خانواده بسیار پرهزینه خواهد بود چرا که باعث کاهش کمی یا کیفی در تولید محصولاتی می‌شود که جای‌گزینی برای آن وجود ندارد. گسترش انواع مواد غذایی آماده، مهد کودک‌ها، خدمات نظافت منزل و غیره در بسیاری جوامع این بده‌بستان را به‌صرفه‌تر کرده و به شدت انگیزه زنان برای مشارکت در بازار کار را زیاد می‌کند.
نمونه دیگر: برخی معتقدند، سیاست‌های مدیریت تقاضای دولت در یک زمان نمی‌تواند، دو هدف تورم و بیکاری را با هم دنبال کند و به اصطلاح نوعی بده‌بستان بین اهداف وجود دارد. به عبارت دیگر اگر دولت بخواهد هدف کاهش تورم را دنبال کند، این کار به هزینه افزایش بیکاری خواهد بود و بالعکس.